# Johann Josef Belz

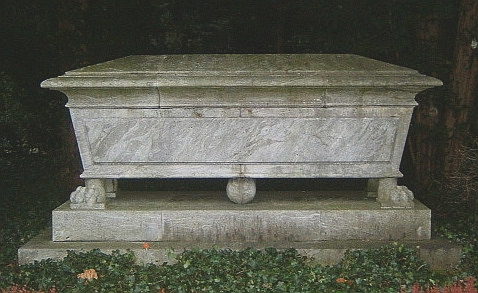
Grabstätte Adickes auf dem Frankfurter Hauptfriedhof

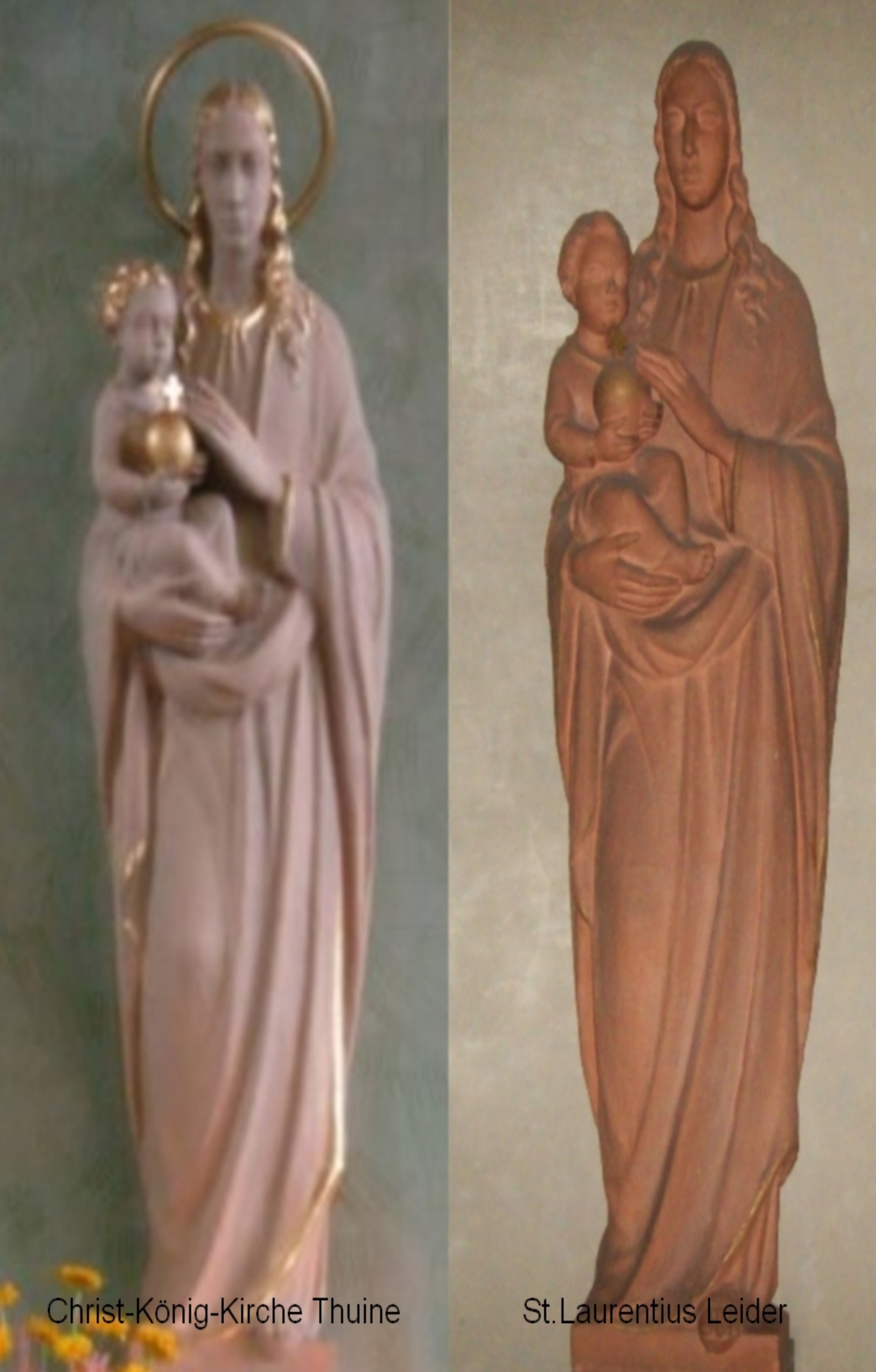
Marienfiguren

Johann Josef Belz (* 18. März 1873 in Schwanheim am Main; † 7. Januar 1957 in Frankfurt am Main) war ein deutscher Bildhauer und Medailleur.

## Leben

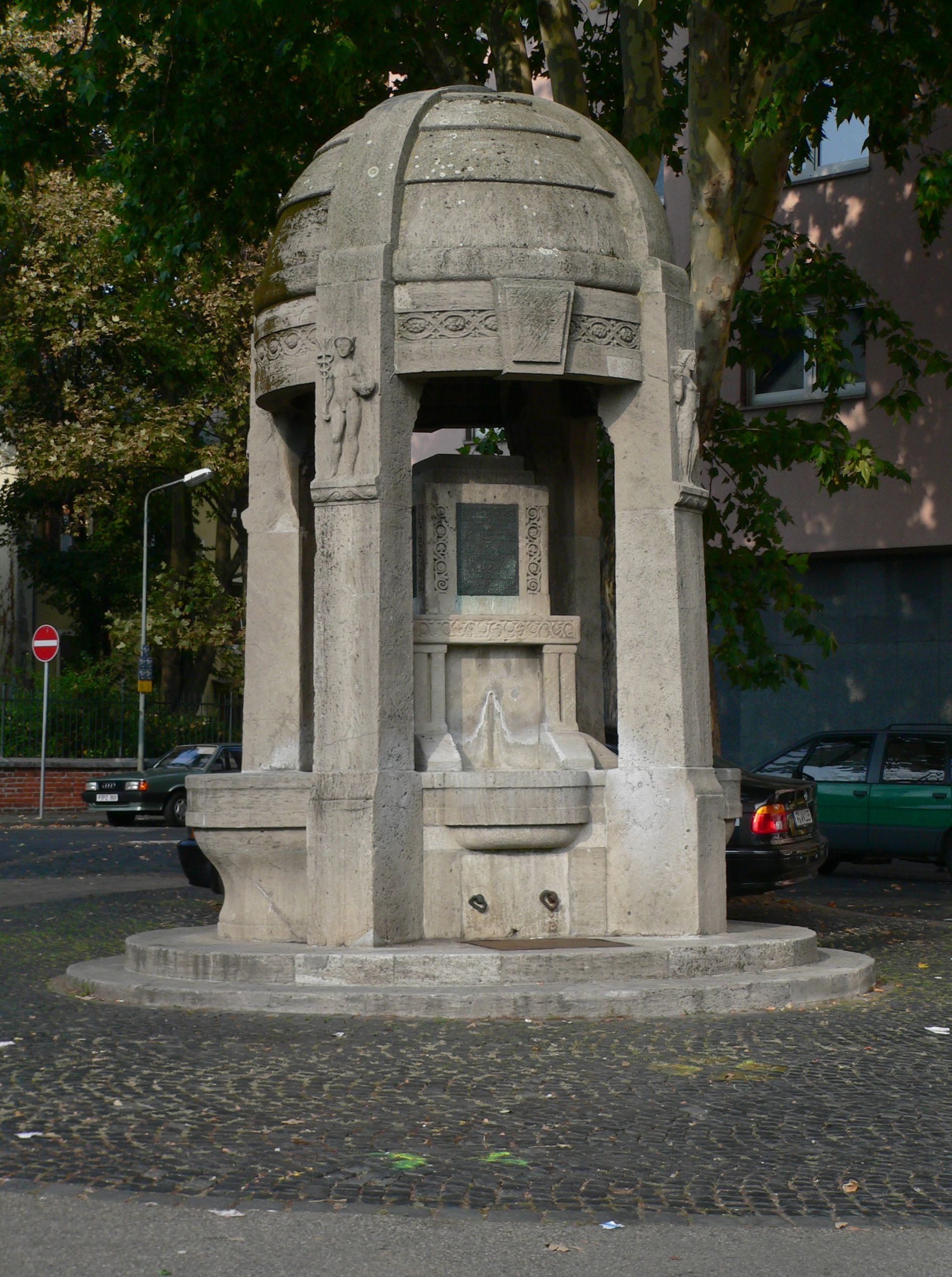
Brunnen in Höchst

Belz studierte zunächst bei dem 1886 als Lehrer nach Frankfurt gekommenen Karl Ludwig Sand Holzschnitt-Techniken an der Frankfurter Kunstgewerbeschule. Nach drei Jahren wechselte er an die Akademie in München, wo er sich mit dem Studium der naturalistischen Plastik beschäftigte. Es schloss sich ein zweijähriges Studium in Berlin bei August Vogel an. Im Frankfurter Kunstverein hatte er 1903 eine erste kleine Ausstellung. Sein Atelier befand sich nahe am Städel, wo er eine Beschäftigung hatte. Er gestaltete zahlreiche religiösen Motive (Madonna, Josef, Pièta, Kreuzweg etc.), so auch in der Kirche St. Laurentius in Leider. Sein 1906 geborener Sohn Willi Belz, ebenfalls Bildhauer, fiel 1945 im Krieg. Nach dem Zweiten Weltkrieg zählte ab 1946 Edwin Hüller zu seinen Schülern. Gemeinsam restaurierten sie viele beschädigte Plastiken und Brunnen. Als Spätwerk des Künstlers gilt die Schutzmantelmadonna mit dem Nothelferaltar in der Mauritiuskirche in Schwanheim, den er 1948 mit Hüller schuf.

## Werke (Auswahl)
- Brüningbrunnen (1910) auf dem Marktplatz in Höchst;
- Büste und Grabstätte des Oberbürgermeisters Franz Adickes auf dem Frankfurter Hauptfriedhof (1916)[5]
- Familiengrab des Unternehmers Alfred Teves auf dem Frankfurter Hauptfriedhof mit Marmor-Statue „Tröstende“ (1916)[6]
- alter Struwwelpeter-Brunnen (1923) im Stadionbad in Frankfurt-Niederrad.
- Madonna mit Kind (1934) aus Muschelkalk, Weinbergkapelle Niederrad[7]
- Osthafenbrunnen (1912)[8]
- Rotkäppchen-Brunnen in Sachsenhausen
- Kreuzigungsgruppe[9], Anbetungsengel, Figuren auf Seitenaltären, Pietà und Kreuzweg in St. Laurentius Aschaffenburg-Leider (1929)
- Muttergottesfigur des Marienaltars, 1927, Bonifatiuskirche Sachsenhausen[10]
- Brunnen in Bad Nauheim[11]

Belz entwarf (ebenso wie sein Sohn Willi) Patronalia für den Frankfurter St-Georg-Verlag. Die kleinen Heiligenreliefs für den Hausgebrauch wurden in Auflagen von 50 bis 500 Stück zwischen 1936 und 1941 in der Staatlichen Majolika-Manufaktur Karlsruhe hergestellt. Belegt sind Entwürfe für ein Herz-Jesu Patronale (Berlin-Charlottenburg) und für ein Pauli-Bekehrung-Patronale (unbekannter Ort). Willi Belz (1906–1945) schuf die Patronalia von Opladen (Remigius) und Frankfurt (Maria Himmelfahrt).